# Bruno Castanheira
Bruno Miguel Castanheira Gomes (* 4. Februar 1977 in Barreiro; † 14. September 2014 in Torres Vedras) war ein portugiesischer Radrennfahrer.

## Sportliche Laufbahn
Bruno Castanheira begann seine Karriere 1999 bei dem portugiesischen Radsport-Team L.A.-Pecol. 2000 startete er im Straßenrennen der Olympischen Spiele 2000 in Sydney, das er aber nicht beenden konnte. 2004 gewann er die portugiesische Straßenmeisterschaft nach der Disqualifikation des eigentlichen Siegers Pedro Miguel Lopes. 2005 wurde er bei der Clássica de Guimarães Zweiter. Ab der Saison 2007 fuhr er an der Seite von José Azevedo für Benfica Lissabon.

## Berufliches, Privates
Nach dem Ende seiner aktiven sportlichen Laufbahn war Castanheira als Masseur tätig, zuletzt beim Team Louletano/Dunas Douradas. Am 14. September 2014 wurde er von seinem achtjährigen Sohn im Haus der Familie tot aufgefunden, Grund war eine Erkrankung.

## Erfolge
2004
- Portugiesischer Meister – Straßenrennen

## Teams
- 1999–2003: L.A.-Pecol
- 2004–2005: Milaneza-Maia
- 2006: Maia Milaneza
- 2007–2008: Benfica
- 2009: Barbot-Siper